# Nicole Broeckx
Nicole Broeckx (2 maart 1960) is een Belgische voormalige atlete, die zich had toegelegd op het speerwerpen. Zij veroverde één Belgische titel.

## Biografie
Broeckx begon op haar veertiende met atletiek en werd in 1980 voor het eerst Belgisch kampioene speerwerpen. Ze was aangesloten bij Olse Merksem.
Broeck studeerde Lichamelijke opvoeding aan de Katholieke Universiteit Leuven. Ze studeerde in 1983 af als licentiate. In 2013 volgde ze in Zuid-Afrika een cursus Body Stress Release. Ze heeft een zelfstandige praktijk, waar ze deze methode toepast. Verder is ze ook lesgeefster Nordic walking.

## Belgische kampioenschappen
| Onderdeel   | Jaar |
| ----------- | ---- |
| speerwerpen | 1980 |

## Persoonlijk record
| Onderdeel   | Prestatie | Datum |
| ----------- | --------- | ----- |
| speerwerpen | 46,36 m   | 1980  |

## Palmares
speerwerpen
- 1980:  BK AC – 41,86 m